# أنغلن
أنغِلن (بالألمانية: Angeln) هي شبه جزيرة تابعة لولاية شليسفيغ هولشتاين الألمانية، تطل على خليج كيل. يفصلها خليج شلاي عن شبه جزيرة شفانسن القريبة، وفلوغسبورغ فوردي عن جزيرة ألس الدانماركية ("مضيق فلنسبورغ). لا يوجد دليل على أن أنغلن القديمة تتطابق هذه الحدود، فقد تكون ذات نطاق أوسع، إلا أن المصادر القديمة تتفق على أنها تغطي أراضي أنغلن الحديثة.